# Reino de Grecia
El Reino de Grecia (en griego: Βασίλειον της Ελλάδος, Vasíleion tis Elládos), fue el nombre del Estado griego establecido en 1832 por las grandes potencias: Reino Unido, Francia y el Imperio Ruso. Internacionalmente fue reconocido ese mismo año, en el Tratado de Constantinopla, el cual aseguró su completa independencia del Imperio otomano. El Reino surgió tras el éxito de los gobiernos provisionales griegos de la guerra griega de la independencia, y duró hasta 1924, cuando se declaró la Segunda República Helénica. La monarquía fue restaurada en 1935, interrumpida entre 1941 y 1944 por la ocupación del Eje y se mantuvo hasta 1974, cuando, tras una dictadura militar de siete años, se estableció la actual Tercera República.

## Casa de Wittelsbach

Expansión territorial del Reino de Grecia

Otón fue el primer rey de Grecia. Los griegos se habían levantado contra el Imperio otomano en 1821, manteniendo una lucha que duró hasta 1829. Grecia había sido dirigida desde 1828 por Juan Capodistria, pero después de su asesinato en 1831, el país se sumió en una guerra civil. En esta etapa, las Grandes Potencias intervinieron y decidieron convertir a Grecia en un reino
En la Conferencia de Londres de 1832, Reino Unido, Francia y Rusia (las grandes potencias de la época) ofrecieron el trono heleno al príncipe bávaro Otón, de 17 años, de la Casa de Wittelsbach, quien aceptó convertirse en el primer rey de Grecia. El nuevo rey era un menor de edad cuando llegó a Grecia y por ello un Consejo de Regentes gobernó en su nombre hasta 1835. En ese año, Otón inició un período de monarquía absoluta, en el cual él nombraba un consejero (generalmente de origen bávaro) como presidente del Consejo de Estado. Ocasionalmente, él mismo fue su propio canciller.

## Revolución del 3 de septiembre de 1843
Hacia 1843, el descontento público contra Otón y la “Bavarocracia” habían alcanzado un punto crítico, y el pueblo empezó a demandar una Constitución. Otón rechazó inicialmente conceder una Carta Magna, pero tan pronto como se retiraron las tropas alemanas del reino, se produjo un golpe militar. 
El 3 de septiembre de 1843, la infantería, conducida por el coronel Dimitrios Kallergis y el respetado capitán Ioannis Makriyannis, se movilizaron ante el palacio en Atenas. La rebelión rechazó dispersarse hasta que el rey acordó conceder una Constitución, que requeriría que hubiese griegos en el Consejo, y que se convocara a la Asamblea Nacional permanente. El rey cedió a la presión y a las demandas de la población.

## Casa de Oldenburg-Glücksburg

División administrativa de Grecia, en 1833

### Jorge I, rey de los helenos
Después de que el rey Otón fuera definitivamente depuesto en 1862, se eligió al príncipe Guillermo de Dinamarca, de 17 años, como monarca constitucional para el trono de Grecia, quien accedió al Trono con el nombre de Jorge I. Reinó durante 50 años, y su reinado se recuerda por haber ampliado considerablemente los límites de Grecia (tras su ascensión al trono, Gran Bretaña entregó las Islas Jónicas a Grecia por el Tratado de Londres), a su progreso económico y a la aceptación del concepto que el Gobierno debe dirigirlo el líder del partido que recibió la mayoría de los votos en la elección anterior. El rey no favoreció ningún ministro. Sin embargo, Jorge I era absolutamente activo políticamente. Fue asesinado en 1913 en Tesalónica, que había sido anexionada recientemente a Grecia, como resultado de la victoria griega en la Primera Guerra Balcánica.
Sucedió a Jorge I su hijo, Constantino I, que se había distinguido como líder militar. Se educó en Alemania y casó con Sofía, la hermana del Káiser Guillermo II. Constantino fue percibido como progermánico, opuesto a la ayuda de Eleftherios Venizelos hacia la Triple Entente. Más adelante quedó patente que esta visión buscaba por parte del rey, mantener a Grecia neutral en la Primera Guerra Mundial. Las energías de la Triple Entente hicieron retroceder a Eleftherios Venizelos y después de un período, conocido como el Cisma Nacional, donde gobiernos separados fueron establecidos en Atenas y Tesalónica, Grecia se alió con la Triple Entente y el rey Constantino fue forzado a abdicar en favor de su hijo Alejandro I de Grecia, en 1917. Grecia fue recompensada por su ayuda al lado que ganó la guerra, con territorios en Asia Menor, incluyendo Esmirna. El rey Alejandro murió en 1920 de una mordedura de un mono y su padre volvió como rey. Después de la desastrosa Guerra Greco-Turca (1919-1922), Constantino I fue definitivamente depuesto y murió exiliado en Sicilia.
La estampilla griega impresa en 1963 en el I Centenario de la ascensión de la casa de Oldenburg-Glücksburg al trono de Grecia, representa a cinco de los seis reyes griegos de esa dinastía (Constantino II no está incluido porque todavía no había ascendido al trono). Al rey Constantino le sucedió su hijo mayor, Jorge II, quien abandonó el país en 1924 cuando se declaró la Segunda República Helénica. En 1935 un golpe de Estado militar encabezado por el general Georgios Kondilis abolió la República y mediante un plebiscito fue aprobada la restauración de la Monarquía. El rey Jorge II regresó al país, donde apoyó activamente el régimen dictatorial de Metaxás. Durante la invasión alemana en 1941, el rey huyó de Grecia, junto con el Gobierno, a Egipto. Regresó finalizada la Segunda Guerra Mundial, en 1946, y reinó hasta su muerte en 1947.
Al rey Jorge II le sucedió su hermano Pablo, que reinó desde 1947 hasta su muerte en 1964. Su hijo, Constantino II, fue rey de Grecia, hasta que fue obligado a partir al exilio por una junta militar en diciembre de 1967. La Junta convocó un plebiscito, cuidadosamente controlado, en 1973, que condujo a la abolición de la Monarquía. Desde entonces hasta la actualidad, Grecia ha sido una República. Sin embargo, hoy en día existen grupos monárquicos que apoyan la restauración de la monarquía en Grecia.

## Golpe de Goudi, «cisma nacional» y guerra
El golpe de Estado de Goudi avivó el irredentismo griego y definió una oposición entre los partidarios del golpe y los contrarios a él. Este antagonismo se plasmó durante la Primera Guerra Mundial en el llamado «cisma nacional» que protagonizaron el monarca Constantino I y el político Eleftherios Venizelos. El primero, partidario de los Imperios Centrales, abogaba por mantener al país neutral en la contienda mundial, mientras que el segundo propugnaba la liga con la Triple Entente. En 1916 las desavenencias se agudizaron y Venizelos fundó un Gobierno paralelo en Salónica. En 1917, Venizelos pudo regresar a Atenas con el sostén de los Aliados y gobernar el país prácticamente como dictador hasta 1920. El país entró entonces en guerra contra los Imperios Centrales.
Los partidarios del rey eran esencialmente la oligarquía de los territorios de 1912 —antes de la expansión de las guerras balcánicas— que había quedado apartada del poder por el golpe de 1909, además del grueso del campesinado y de la pequeña burguesía de esos territorios. Las ligas de reservistas, favorables al soberano y que llegaron a contar con doscientos mil miembros, sembraron el terror en el campo y en la ciudad en los territorios de 1912 hasta 1920. Los seguidores de Venizelos se concentraba fundamentalmente en los territorios adquiridos por el país a partir de 1912: Macedonia, Epiro y Creta, además de los jornaleros tesalios, que esperaba de él la aplicación de una reforma agraria. En 1881, los terratenientes otomanos habían vendido sus tierras a una cuarentena de ricas familias griegas otomanas, que las transformaron en vastas plantaciones en las que se encontraban trescientos cincuenta pueblos y unas once mil familias. A partir de 1917, diversos Gobiernos llevaron a cabo efectivamente una serie de repartos de tierras que, junto con los precedentes, distribuyó el 40 % de la tierra cultivable del país a trescientas diez mil familias.

## Economía y sociedad
| Aumento de los impuestos indirectos (1833-1912) (en porcentaje de los ingresos estatales) |
|                                                                                           |
| Según Roudometof, p. 148.                                                                 |

Como los demás Estados balcánicos surgidos a lo largo del siglo XIX, el reino griego estaba atrasado económicamente. Era, como los demás, fundamentalmente agrario y estaba compuesto por una clase campesina de pequeños propietarios, que fueron apropiándose mediante la ocupación de la tierra, que desde 1832 pertenecía mayoritariamente al Estado. La propiedad fue cambiando fundamentalmente a partir de 1871, con un plan de reformas que transfirió la propiedad legal a los labradores: entre 1871 y 1911, se expidieron 357 217 títulos de propiedad. El aumento del poder político de los campesinos cambió la estructura fiscal del reino: parte de lo que al principio aportaban los labradores pasaron a pagarlo las clases bajas urbanas mediante la eliminación de ciertos impuestos que les afectaban por impuestos indirectos.
Como en el resto de la región, el Estado tenía un papel central en la sociedad, dividida fundamentalmente en un amplio campesinado y una escasa población urbana formada principalmente por funcionarios y algunos profesionales de la pequeña burguesía (abogados, médicos...). El Estado era el principal empleador de la población urbana. La dependencia fiscal del campesinado, sometido al empleo del Estado como instrumento de recaudación de dinero del campo para el sostenimiento de la elite urbana, permitió el surgimiento de una casta oligárquica en la política nacional. Algunas familias, primero terratenientes y luego dominantes en la política nacional, implantaron un sistema de nepotismo en el que, a cambio de votos, concedían empleos estatales. Con cada cambio de gobierno, los puestos menores dependientes del Estado cambiaban de manos. En consecuencia, entre 1843 y 1878, el 57 % de los dirigentes políticos y el 77.5 % de los ministros pertenecía a alguna de estas familias que señoreaban la política griega, mientras que entre 1878 y 1910, los porcentajes respectivos fueron del 91,7 % y del 58,3 %.
También como en los demás países de la región, la extensión del poder estatal de la ciudad al campo y de la actividad del funcionariado se justificaron mediante una ideología irredentista surgida de la intelectualidad. La ideología nacionalista se expandió lentamente mediante el uso de la Iglesia y del sistema educativo. Un elemento destacado entre los dependientes del empleo estatal en la defensa del nacionalismo irredentista era la oficialidad del Ejército, que creció notablemente a finales del siglo XIX —de setecientos a mil ochocientos hombres entre 1872 y 1895— y suponía entre el 7 % y el 15 % de los diputados del Parlamento heleno. Los oficiales tuvieron un papel político destacado y en 1909 dieron un golpe de Estado.
La población era abrumadoramente analfabeta: en 1870, únicamente el 6,3 % de las mujeres sabía leer, y solamente el 21,62 % de los hombres.